# Bing Xin
Bing Xin (Fuzhou, 5 oktober 1900－Beijing, 28 augustus 1999) (jiaxiang: Fujian, Fuzhou, Changle), pseudoniem van Xie Wanying (谢婉莹), was een bekende Chinese schrijfster. Haar pseudoniem betekent letterlijk 'koud hart'.
Bing Xin groeide op in Yantai en verhuisde na de Xinhai-revolutie terug naar Fuzhou, waar zij en haar familie het huis bewoonden dat gekocht was van de familie van Lin Juemin. In 1911 ging ze naar de meisjesschool van Fuzhou. Ze wilde arts worden. Later verhuisde ze met haar vader, Xie Baozhang, terug naar het noorden, naar Beijing. Haar vader kreeg werk als zeemachtdeskundige van de nieuwe Chinese Republiek. Op school vond ze meer interesse in de literatuur.
Tijdens de Tweede Chinees-Japanse Oorlog vluchtte ze naar Chongqing en schreef het boek Guanyu Nüren (关于女人, Over vrouwen) onder de pseudoniem Nanshi (男士), wat "meneer" betekent.
Van 1949 tot 1951 gaf ze les aan de Universiteit van Tokio in Chinese moderne literatuur. Daarna ging ze terug naar China. Na haar terugkomst werd ze centrale voorzitter van de Chinese partij Chinese Vereniging voor het promoten van Democratie, vicevoorzitter van de Chinese Federatie van Literatuurverenigingen en eeuwig voorzitter van de Chinese Schrijversbond.
Tijdens de Culturele Revolutie werd ze zoals vele andere schrijvers slachtoffer van de Rode Garde.
In 1999 overleed ze als gevolg van een lang ziekbed.
In haar jiaxiang Changle is het Bing Xin Literatuurmuseum te vinden.
- Bibsys: 90673164
- Bibliothèque nationale de France: cb13593702n (data)
- CiNii: DA03563338
- Gemeinsame Normdatei: 118553968
- International Standard Name Identifier: 0000 0003 7612 2736
- Library of Congress Control Number: n81114057
- National Central Library: 002184112
- Bibliotheek van het Japanse parlement: 00322585
- Nationale Bibliotheek van Tsjechië: kup19980000077032
- Nationale bibliotheek van Australië: 36730142
- Nationale Bibliotheek van Israël: 987007266542005171
- Nederlandse Thesaurus van Auteursnamen: 143380028
- Réseau des bibliothèques de Suisse occidentale: 02-A008623308
- LIBRIS: 173446
- Système universitaire de documentation: 066912334
- Trove: 1438053
- Virtual International Authority File: 253223094
- WorldCat: E39PBJdM7VyjRBqH666dbJMF8C